# Dicranomyia infensa
Dicranomyia infensa är en tvåvingeart som först beskrevs av Alexander 1938.  Dicranomyia infensa ingår i släktet Dicranomyia och familjen småharkrankar.
Artens utbredningsområde är Nordkorea. Inga underarter finns listade i Catalogue of Life.